# Jerzy Karnasiewicz
Jerzy Aleksander Karnasiewicz (ur. 10 listopada 1958 roku w Tarnowie) – polski artysta fotograf, członek rzeczywisty Fotoklubu Rzeczypospolitej Polskiej Stowarzyszenia Twórców z tytułem AFRP. Uhonorowany tytułem Artiste FIAP (AFIAP), nadanym przez Międzynarodową Federację Sztuki Fotograficznej (FIAP). 

## Działalność
Karnasiewicz fotografuje od 1975 roku. Uczestniczył w 110 wystawach zbiorowych w Polsce i za granicą. Jest pomysłodawcą i redaktorem autorskich albumów: Nowa Huta. Okruchy życia i meandry historii (2003), Pejzaż osobisty (2004), i Portret mojego miasta. Świecie (2006), opracowywanymi wraz z żoną, krakowskim fotografikiem i dziennikarką Małgorzatą Szymczyk-Karnasiewicz (1975). Od 1999 roku wspólnie z żoną realizuje autorskie cykle: „Polskie Małe Ojczyzny” – ukazujące oblicza Polaków na początku XXI wieku, z perspektywy mieszkańców miast  i miasteczek oraz „Tryptyk Polski” – będący artystyczną wizją polskiego krajobrazu.
Współautor z żoną  Małgorzatą wielkiej wystawy fotografii „Polska i Polacy na przełomie wieków” – fotografie z lat 1979–2007, która we współpracy z konsulami polskimi na Ukrainie w latach 2008–2019 była prezentowana w miastach: Kramatorsk, Donieck, Ługańsk, Charków, Berdyczów, Równe, Winnica, Nowograd Wołyński, Łuck, Kijów, Czerkasy oraz Kamieński Państwowy Rezerwat Historyczno-Kulturalny Muzeum Pamięci Literatury im. A. Puszkina i P. Czajkowskiego – prezentacja wystawy w ramach obchodów 100. rocznicy Niepodległości Polski.
W 2020 roku został stypendystą Ministerstwa Kultury i Dziedzictwa Narodowego – Kultura w sieci, zrealizował projekt pt. „Polesie Zachodnie – Wilno – Wojna – Elbląg – Nowa Huta – inż. arch. Bolesław Tatarynowicz (1902–1981)”

## Odznaczenia
- Złoty Medal „Za Fotograficzną Twórczość” (2009)[17][18];

## Najważniejsze projekty fotograficzne
Ekspozycje z ww. projektów prezentowane (łącznie 45) w latach 1999-2020 były każdorazowo aranżowane przez autorów. Wystawy te, w galeriach i ośrodkach wystawienniczych w Polsce, zawierały oprócz tradycyjnej fotografii również wydruki na nowoczesnych podłożach w różnych formatach. 
- „Uchwycić życie” (1998–1999)
- „Spojrzenie na morze” (1999–2001 oraz 2004–2005, 2007)[19][20]
- „Nowa Huta. Okruchy życia i meandry historii” (1979–2003)
- „Pejzaż osobisty” (2000–2004)[6]
- „Glinik – fabryczna dzielnica Gorlic” (2005)[21]
- „Portret mojego miasta. Świecie” (2005–2006)
- „Zamek i Miasto. Gniew” (2005–2007)[2]
- „Kramy nad Torcem, czyli Ukraina jakiej nie znamy” (2008–2009)[22][23]
- „Spojrzenie na morze w 100. rocznicę zaślubin Polski z Bałtykiem”[24]

## Wybrane publikacje książkowe
- Nowa Huta. Okruchy życia i meandry historii, Towarzystwo Słowaków w Polsce, 2003, ISBN 83-89186-67-5
- Pejzaż osobisty, Kraków: Novum, cop. 2004, ISBN 83-919985-2-5
- Portret mojego miasta. Świecie, Kraków: Agencja NOVUM, 2006, ISBN 83-919985-3-3
- Polska i Polacy na przełomie wieków, Kraków: Towarzystwo Słowaków w Polsce, 2008, ISBN 978-83-7490-148-2